# Палицын, Иван Иванович
Иван Иванович Палицын (1763—1814) — российский командир эпохи наполеоновских войн, генерал-майор Русской императорской армии.

## Биография
Иван Палицын родился в 1763 году в селе Ладоховка Красненского уезда Смоленской губернии в дворянской семье.
1 января 1775 года был принят на военную службу в Шлиссельбургский пехотный полк со званием сержантом.
11 августа 1783 года Палицын перешёл в Преображенский лейб-гвардии полк, а с 1 января 1790 года, получив капитанские погоны, продолжал службу в Алексопольском пехотном полку.
Сражался в войне с турками, где при штурме Измаила был ранен.
28 мая 1800 года Палицын был удостоен звания полковника Русской императорской армии.
18 февраля 1801 года Палицын стал командиром Алексопольского мушкетерского полка.
23 июня 1806 года он получил назначение шефом Фанагорийского 11-го гренадерского полка, а 13 сентября 1806 года полковник Палицын был назначен шефом в Орловский 16-й мушкетерский полк (позднее 41-й егерский).
Проявил себя в новом конфликте с турками, и 12 декабря 1807 года Палицын был удостоен командованием звания генерал-майора. В 1809—1813 годах находился на должности бригадного командира в 12-й пехотной дивизии.
Принимал участие в Отечественной войне 1812 года, сражался под Салтановкой, под Смоленском и в Бородинской битве, где был тяжело ранен (паралич руки и ноги).
16 мая 1813 года по состоянию здоровья был отправлен в отпуск до выздоровления, но на службу так и не вернулся.
Иван Иванович Палицын умер в родном селе 28 сентября 1814 года, где и был похоронен.

## Киновоплощения
Эскадрон гусар летучих фильм (1980), играл актёр Алексей Панькин